# بيتر لانغ
بيتر لانغ هو سياسي كندي، ولد في 19 نوفمبر 1950 بكيتشنر في كندا. حزبياً، نشط في الحزب الليبرالي الكندي. وقد انتخب عضو مجلس العموم الكندي.